# Henri de Sta
Pour les articles homonymes, voir STA et Alary.

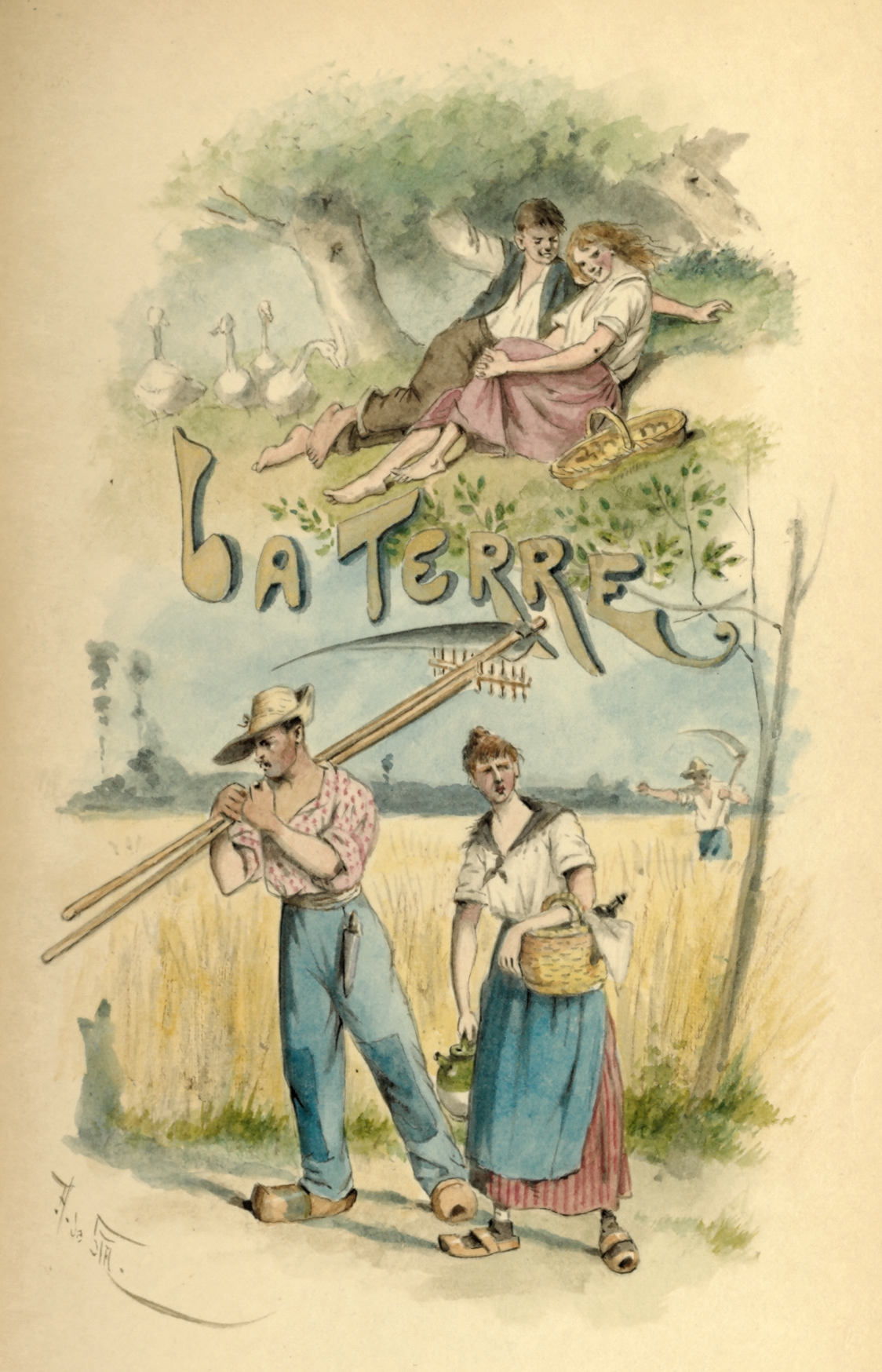

Henri de Sta, pseudonyme d'Arsène-Henry de Saint-Alary (1846-1920), est un dessinateur, illustrateur, caricaturiste et auteur de bande dessinée français.

## Éléments biographiques
Descendant d'une famille de colons antillais, il nait le 28 mai 1846 à Versailles ou son père Eugène est lieutenant au 4e régiment de dragons.
Henri de Sta, habitué de divers cercles littéraires et artistiques tels ceux des Hydropathes, des Incohérents et du cabaret du Chat noir, a fourni des illustrations humoristiques et des bandes dessinées à plusieurs revues, souvent satiriques, dont La Vie militaire, La Chronique parisienne, Le Chat noir, Le Paris bouffon, Le Rire, Le Charivari et La Nouvelle Lune, ou encore La Semaine de Suzette, Le Petit Journal illustré de la jeunesse, ou L'Illustré Soleil du dimanche. Anti-dreyfusard comme La Libre Parole illustrée.

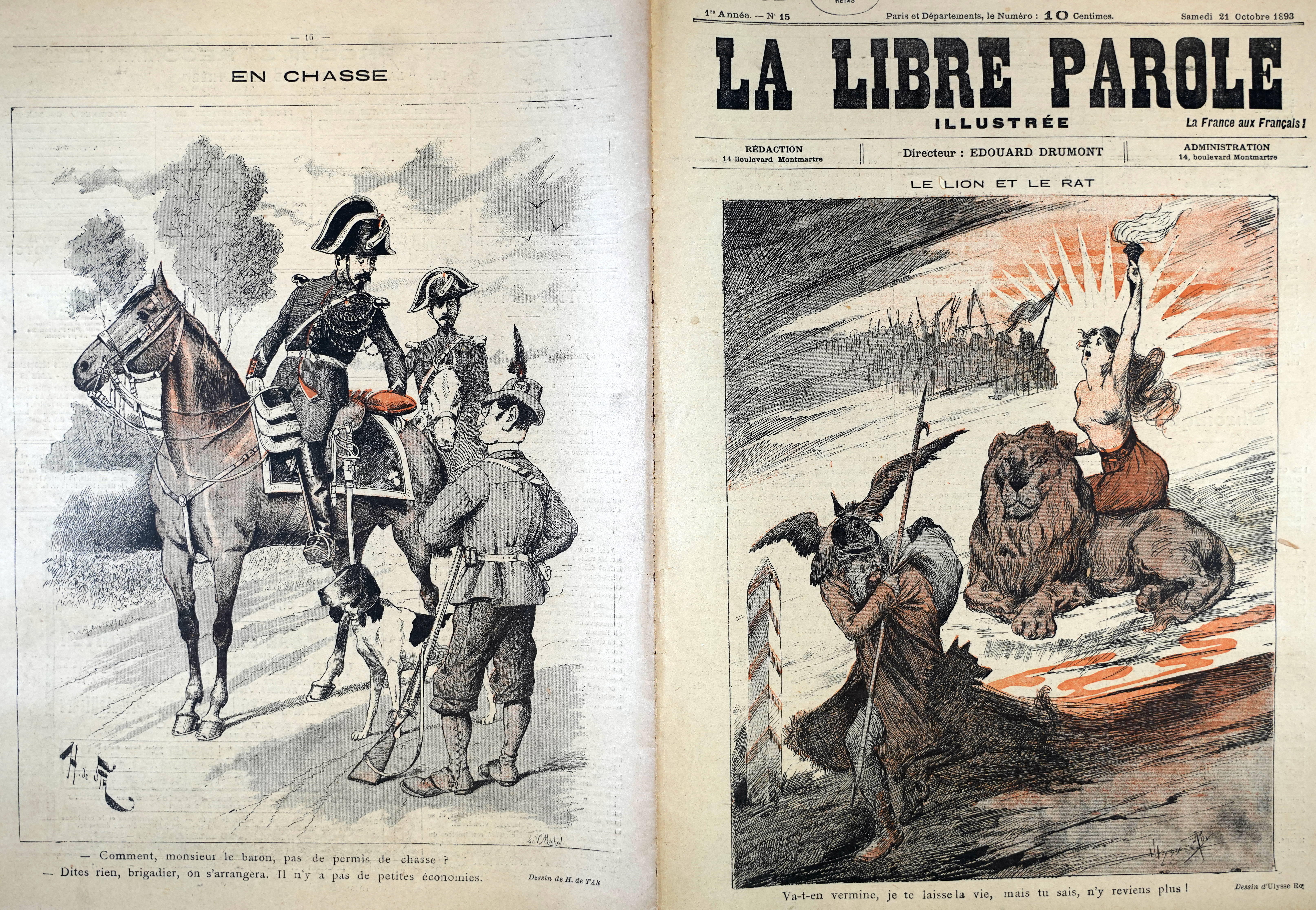
Le quatrième de couverture de la Libre Parole illustrée.

En 1883, il réalise un dessin, intitulé Je devenais sourd, insolent, foiu furieux, pour illustrer la pièce, Le Rêve d'un Viveur, de Jean-Louis Dubut de Laforest, il est publié dans le recueil de la pièce.
Il était proche du dessinateur Jack Abeillé qui fut son témoin de mariage en 1901.
il meurt le 5 novembre 1920 à l'hospice de Crécy-en-Brie.

## Thèmes de prédilection
De son enfance passée dans diverses casernes, à la suite des affectations successives de son père, il tirera une de ses principales sources d'inspiration. Aussi Henri de Sta exerce-t-il fréquemment son humour aux dépens des acteurs de la vie militaire du Second Empire, caricaturant notamment volontiers la vie quotidienne des soldats (dragons) qu'il côtoie. Mais, plus largement, ses dessins ressortissent à la satire de mœurs.

## Œuvres
- Armée française : Nouvel Alphabet militaire, texte explicatif de Vanier, illustration de Sta - Léon Vanier éditeur, Paris, 1883.